# ليو دبليو. أوبراين
ليو دبليو. أوبراين (بالإنجليزية: Leo W. O’Brien)‏ هو سياسي أمريكي، ولد في 21 سبتمبر 1900 في بوفالو في الولايات المتحدة، وتوفي في 4 مايو 1982 في ألباني في الولايات المتحدة. نشط حزبياً في الحزب الديمقراطي. وقد انتخب عضو مجلس النواب الأمريكي.